# Amomum subulatum
Cardamomo negro (Amomum subulatum) es una planta de la familia Zingiberaceae usada como especia. Muchos consideran que es un buen sustituto del cardamomo común (que es de color verde).

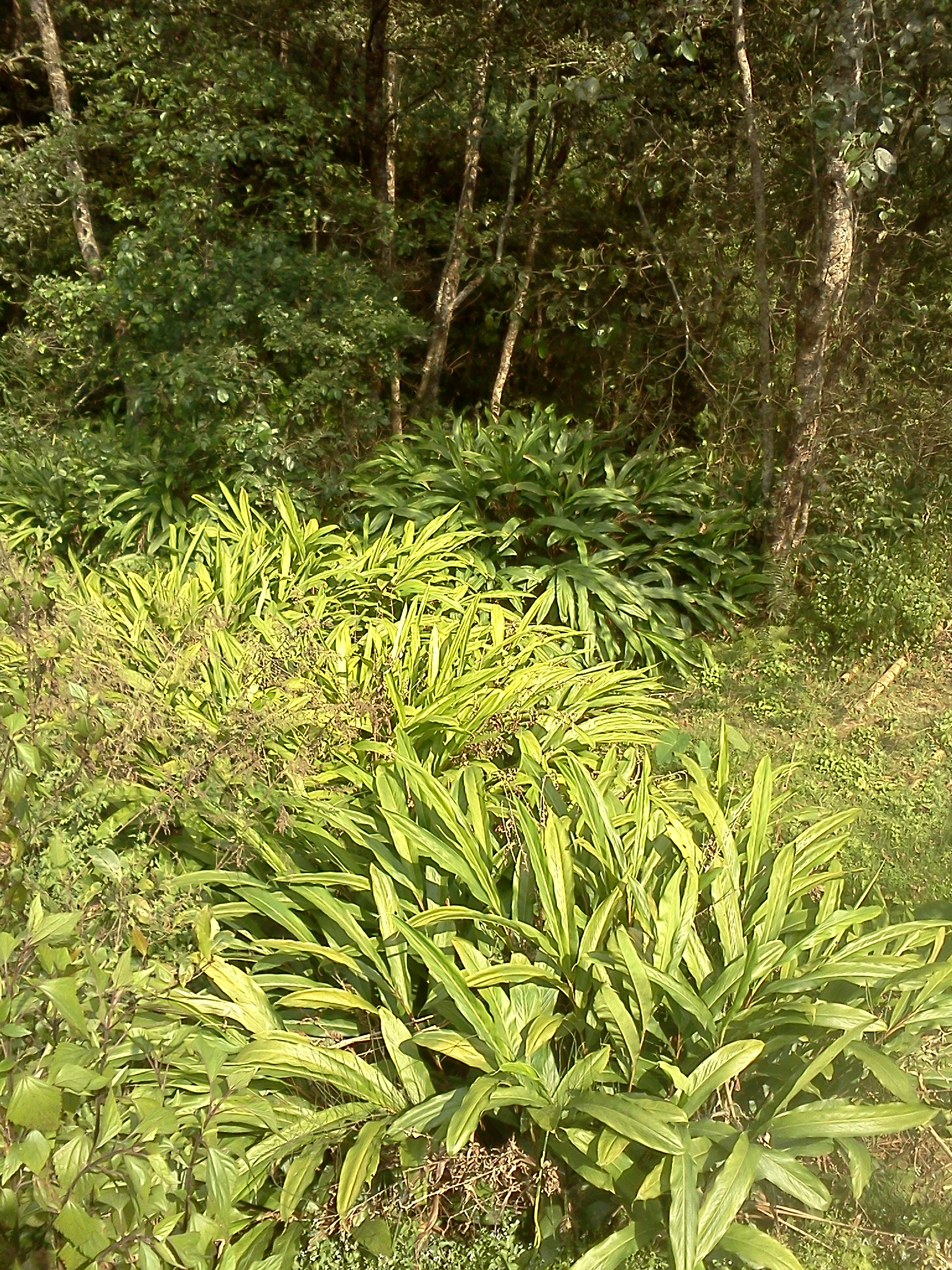
Vista de la planta

## Usos
Hay confusión al respecto de esta especie tan exótica. Muchos creen que es adecuado reemplazar el cardamomo verde con el negro creyendo que es un caso similar al de la pimienta, cuyas variedades verde, blanca y negra corresponden a distintos estados de maduración.
El cardamomo negro no es adecuado para reemplazar al verde. El cardamomo verde es utilizado en la India para platos de la cocina Mogol (cocina imperial), con sus matices dulzones, mientras que el cardamomo negro es más adecuado para platos fuertes, rústicos y picantes, donde queda bien su fragancia alcanforada.
Las vainas de cardamomo verde, al igual que el negro, contienen de diez a quince semillas de color pardo con un aroma que recuerda al eucalipto aunque más intenso y dulzón, cosa que no es así en el cardamomo negro, pues esta variedad tiene un aroma que recuerda al alcanfor, y es más picante.
En caso de utilizar el cardamomo negro, extraer las semillas y descartar las vainas.
Hay, sin embargo, gente que dice que es preferible apenas machacar las vainas enteras para que puedan despedir su aroma, como se hace con la variedad verde. Esto va en gustos.
El Cardamomo blanco no es nada más que la variedad original verde cuyas vainas fueron sometidas a un proceso de blanqueo.

## Distribución
Es nativa del Nepal hasta el centro de China.

## usos medicinales
En la medicina tradicional china, se utiliza para tratar trastornos de estómago y la malaria.
En los paquetes se advierte que no se puede comer el producto sin cocer o como un bocado de alimento crudo.

## Taxonomía
Amomum subulatum fue descrita por William Roxburgh y publicado en Plants of the Coast of Coromandel 3: 75, pl. 277. 1820.
sinonimia
- Cardamomum subulatum (Roxb.) Kuntze (1891).[4]